# Patinação artística nos Jogos Olímpicos de Inverno de 1952 - Individual feminino
A competição individual feminina da patinação artística nos Jogos Olímpicos de Inverno de 1952 foi disputado entre 25 patinadoras.

## Medalhistas
| Ouro   | GBR Jeannette Altwegg  |
| Prata  | USA Tenley Albright    |
| Bronze | FRA Jacqueline du Bief |

## Resultados
| #                 | Nome               | País                   | PC | PL | Pontos  | Pos. |
| ----------------- | ------------------ | ---------------------- | -- | -- | ------- | ---- |
| Medalha de ouro   | Jeannette Altwegg  | GBR Grã-Bretanha       | 1  | 4  | 161.756 | 14   |
| Medalha de prata  | Tenley Albright    | USA Estados Unidos     | 2  | 3  | 159.133 | 22   |
| Medalha de bronze | Jacqueline du Bief | FRA França             | 4  | 2  | 158.000 | 24   |
| 4                 | Sonya Klopfer      | USA Estados Unidos     | 3  | 5  | 154.633 | 33   |
| 5                 | Virginia Baxter    | USA Estados Unidos     | 8  | 1  | 152.211 | 50   |
| 6                 | Suzanne Morrow     | CAN Canadá             | 6  | 7  | 149.333 | 56   |
| 7                 | Barbara Wyatt      | GBR Grã-Bretanha       | 5  | 11 | 148.378 | 63   |
| 8                 | Gundi Busch        | EUA Equipe Alemã Unida | 10 | 6  | 146.289 | 75   |
| 9                 | Marlene Smith      | CAN Canadá             | 11 | 9  | 143.289 | 92   |
| 10                | Erika Kraft        | EUA Equipe Alemã Unida | 9  | 10 | 143.767 | 89   |
| 11                | Valda Osborne      | GBR Grã-Bretanha       | 7  | 13 | 144.767 | 89   |
| 12                | Helga Dudzinski    | EUA Equipe Alemã Unida | 12 | 8  | 142.767 | 103  |
| 13                | Vera Smith         | CAN Canadá             | 13 | 15 | 138.220 | 117  |
| 14                | Nancy Burley       | AUS Austrália          | 17 | 14 | 135.633 | 135  |
| 15                | Susi Wirz          | SUI Suíça              | 15 | 17 | 135.578 | 136  |
| 16                | Annelies Schilhan  | AUT Áustria            | 19 | 12 | 134.744 | 140  |
| 17                | Patricia Devries   | GBR Grã-Bretanha       | 14 | 20 | 132.811 | 148  |
| 18                | Yolande Jobin      | SUI Suíça              | 16 | 16 | 132.478 | 151  |
| 19                | Sissy Schwarz      | AUT Áustria            | 22 | 18 | 126.878 | 178  |
| 20                | Leena Pietila      | FIN Finlândia          | 20 | 21 | 124.733 | 185  |
| 21                | Gweneth Molony     | AUS Austrália          | 18 | 22 | 124.344 | 190  |
| 22                | Alida Stoppelman   | NED Países Baixos      | 21 | 23 | 123.544 | 193  |
| 23                | Eszter Jurek       | HUN Hungria            | 24 | 19 | 121.478 | 199  |
| 24                | Ingeborg Nilsson   | NOR Noruega            | 25 | 24 | 113.322 | 215  |
| WD                | Bjørg Løhner Øien  | NOR Noruega            | 23 |    |         |      |

Legenda
| Recorde mundial      | Recorde mundial (World record)               |                       | Recorde africano                      | Recorde africano (African) |                                           | Q | Classificado por posição (Qualified) |
| Recorde olímpico     | Recorde olímpico (Olympic record)            | Recorde da América    | Recorde da América (Americas)         | q                          | Classificado por melhor tempo (Qualified) |   |                                      |
| Melhor marca do ano  | Melhor marca do ano (World leading)          | Recorde asiático      | Recorde asiático (Asian)              | DNS                        | Não largou (Did not start)                |   |                                      |
| Recorde nacional     | Recorde nacional (National record)           | Recorde europeu       | Recorde europeu (European)            | DNF                        | Não terminou (Did not finish)             |   |                                      |
| Recorde pessoal      | Recorde pessoal do atleta (Personal best)    | Recorde da Oceania    | Recorde da Oceania (Oceania)          | DSQ / DQ                   | Desclassificado (Disqualified)            |   |                                      |
| Recorde da temporada | Recorde da temporada do atleta (Season best) | Recorde sul-americano | Recorde sul-americano (South America) | NM                         | Sem marca (No mark)                       |   |                                      |